# 免於恐懼的自由 (油畫)

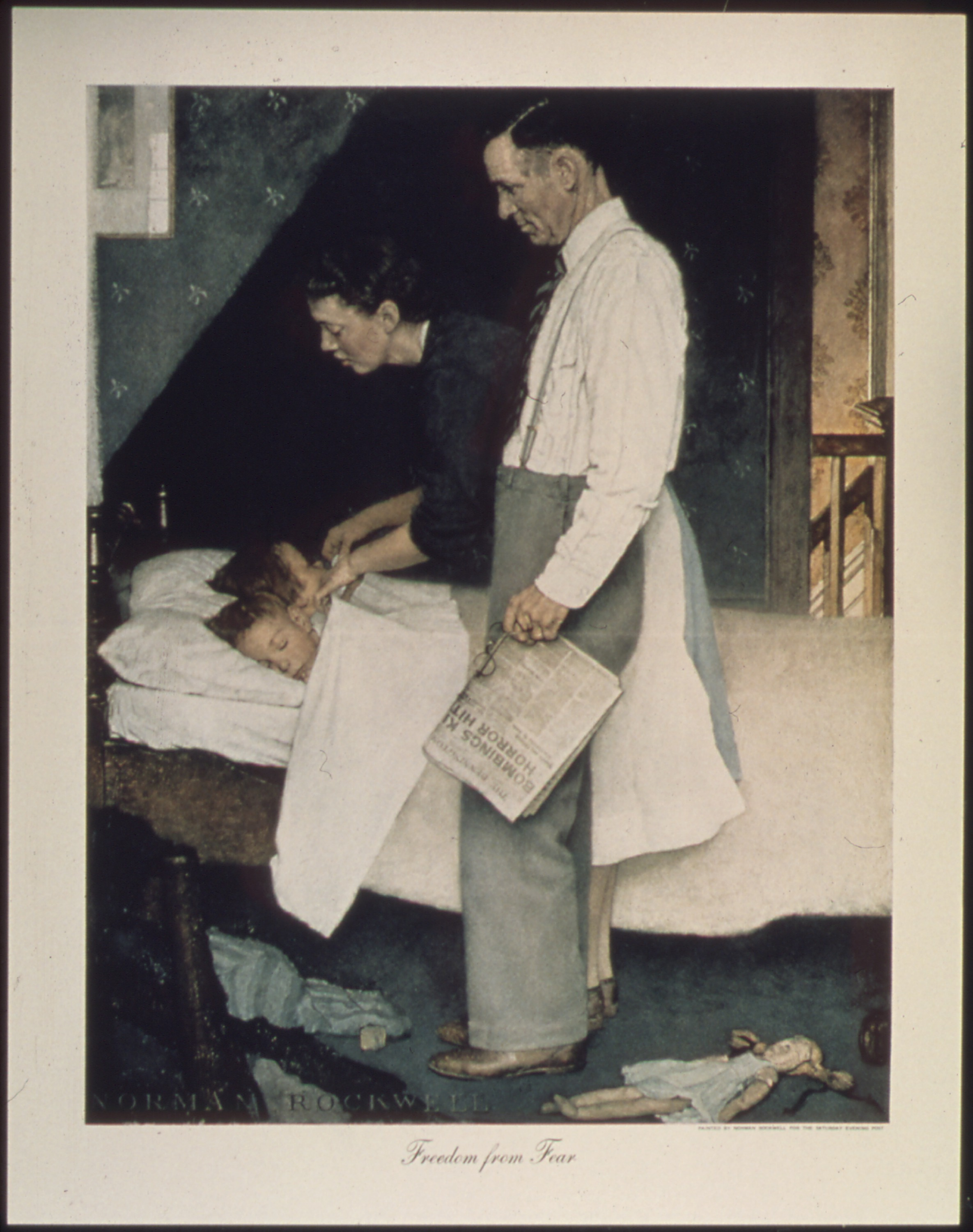
第二次世界大战期间，诺曼·洛克威尔的画作《免于恐惧的自由》被制成海报，鼓励平民努力工作。

《免于恐惧的自由》（英語：Freedom from Fear）是美国画家诺曼·洛克威尔《四大自由》系列油画的最后一幅。这四幅油画代表的理念都源自第32任美国总统富兰克林·德拉诺·罗斯福1941年1月6日国情咨文中的四大自由。《免于恐惧的自由》于1943年3月13日在《星期六晚邮报》首发，一同发布的还有当时知名思想家斯蒂芬·文森特·贝尼特的随笔。画作的主要内容通常解读为：大西洋彼岸的大不列颠饱受轰炸同时，美国的父母正为孩子盖上被子。

## 背景
《免于恐惧的自由》是诺曼·洛克威尔《四大自由》系列油画的最后一幅。这四幅画的灵感源自第32任美国总统富兰克林·德拉诺·罗斯福1941年1月6日向第77届联邦国会发表的演说，演说中倡导的目标便是“四大自由”。四大自由主题之后写入同盟国对第二次世界大战的政策声明《大西洋宪章》，还成为《联合国宪章》的组成部分。四幅画作于1943年初连续四周在《星期六晚邮报》刊登，并配有知名作家的文章。《言论自由》于1943年2月20日刊发，《信仰自由》于2月27日首发，《免于匮乏的自由》于3月6日刊登，《免于恐惧的自由》在3月13日首发。《四大自由》之后作为海报大量印发，还成为美国政府战争债券的附图。
第二次世界大战期间，英国在1940年9月7日至1941年5月21日受到德国旷日持久的战略轰炸，共有16座主要城市遭遇大规模空袭，其中伦敦从1940年9月7日开始连续57个夜晚遭纳粹德国空军轰炸，这一系列空袭之后统称伦敦大轰炸。伦敦共有上百万套房屋受损或被毁，整个英国有超过四万平民遇难，其中过半是伦敦人。

## 画作内容
画上有两个孩子躺在床上安然沉睡，对这个世界面临的危险浑然不觉。母亲正给孩子盖上被子，父亲拿着报纸站在一边。虽然报纸上有关于战事持续的报导，但他此时并不关心，全部心思都在孩子身上。另有观点认为，画上的孩子此时已经入睡，父母是自己睡觉前再来检查一番。画上的父亲属于“洛克威尔的经典旁观者”形象，相当于画中的看客。手上的眼镜表明他很可能刚刚看完这份《本宁顿旗帜报》（Bennington Banner）。报上的头条新闻标题只能看到一部分，写有“爆炸......恐怖袭击”字样，意指伦敦大轰炸。画面右侧是亮有灯光的走廊，还有通向下一层的楼梯。
洛克威尔本人对这幅作品不是很满意，据他所言，画作“是在伦敦大轰炸期间绘製”，其主题理念“颇有些飘飘然”，“仿佛是在说：‘谢天谢地，我们可以放心地把孩子放到床上，知道他们不会在夜里被害。’”

## 创作和发表
吉姆·马丁（Jim Martin）和埃德加·劳伦斯夫人（Mrs. Edgar Lawrence，娘家姓多萝西）分别是画中父亲和母亲的模特儿，沃尔特·斯夸尔斯（Walt Squires）是洛克威尔的木匠，画中便是他的两个孩子躺在床上，他们都是画家在佛蒙特州本宁顿县阿灵顿的邻居。《本宁顿旗帜报》没有发表过相应标题的头条文章，是应洛克威尔要求专门印制。
《免于恐惧的自由》于1943年3月13日在《星期六晚邮报》刊发，一同发布的还有斯蒂芬·文森特·贝尼特（Stephen Vincent Benét）的随笔，是《四大自由》系列油画的收尾之作。贝尼特是当时有名的诗人、小说家和短篇小说作家，他正是在这幅画发表当天辞世。

## 历史
《免于恐惧的自由》是《四大自由》画作中唯一在洛克威尔获聘前就已完成的作品，画家的本意是描绘不列颠战役，但《星期六晚邮报》没有刊发。四幅画作全部发表后，美国财政部将画作在全美各地巡回展出，共计售出超过1.3亿美元的战争债券。洛克威尔的《四大自由》画作还印上纪念邮票，与战争债券一起发售。

## 专业评价
有评论认为，画作内容有过分强烈的亲切感，无论家具摆放还是照明都令这种亲切感增强。美术评论家黛博拉·所罗门（Deborah Solomon）认为，屋子的室内装饰颇有法国风格，还有“可爱的高雅艺术情调”。《华尔街日报》的布鲁斯·科尔（Bruce Cole）称，画中“非常明确地提及战争，但却几乎没有涉及恐惧和罗斯福推动全世界裁减军备的计划。洛克威尔可能就是没法去表达这些抽象概念。”

### 脚注
1. 1 2  《美国新闻与世界报道》：《塑造美国的100份文献：富兰克林·罗斯福总统1941年的国情咨文（四大自由）》.
2. ↑  2048: Humanity's Agreement to Live Together.
3. ↑  The Kravchenko Case: One Man's War on Stalin.
4. 1 2  Norman Rockwell's Four Freedoms.
5. ↑  2001年10月14日《纽约时报》.
6. ↑  I Like To Please People.
7. 1 2 3 4  Norman Rockwell: Pictures for the American People，第102頁.
8. ↑  英国广播公司：伦敦大轰炸.
9. ↑  Richards 1953，第217頁.
10. 1 2  Solomon 2013，第210頁.
11. ↑  Halpern 2006，第35-36頁.
12. 1 2  Murray and McCabe.
13. ↑  Meyer 1981，第133頁.
14. ↑  amazon.
15. ↑  Murray and McCabe，第62頁.
16. ↑  四大自由国情咨文.
17. ↑  Claridge 2001，第313頁.
18. ↑  Cole.

### 文献
- . U.S. News & World Report.   [2013-11-04]. （原始内容存档于2013-11-04）.
- Kern, Gary. . Enigma Books. 2007: 287  [2016-09-03]. ISBN 1-929631-73-1. （原始内容存档于2020-11-19）.
- . The Countryman Press.   [2014-12-29]. （原始内容存档于2014-12-29）.
- Marling, Karal Ann. . The New York Times (The New York Times Company). 2001-10-14  [2016-07-26]. （原始内容存档于2016-03-07）.
- . Time. 1943-06-21  [2016-07-26]. （原始内容存档于2016-06-24）.
- Bruce Robinson. . BBC. 2011-03-30  [2016-09-03]. （原始内容存档于2016-08-17）.
- Halpern, Richard. . University of Chicago Press. 2006: 35–36  [2016-09-04]. ISBN 0-226-31440-5. （原始内容存档于2020-11-19）.
- Claridge, Laura. . . Random House. 2001: 303–314. ISBN 0-375-50453-2.
- Hennessey, Maureen Hart; Anne Knutson. . . Harry N. Abrams, Inc. with High Museum of Art and Norman Rockwell Museum. 1999: 94–102. ISBN 0-8109-6392-2.
- Meyer, Susan E. . Harry N. Abrams. 1981: 128–133. ISBN 0-8109-1777-7.
- Richards, Denis. . London: HMSO. 1953.
- Solomon, Deborah. . . Farrar, Straus and Giroux. 2013: 201–220. ISBN 978-0-374-11309-4.
- Murray, Stuart & James McCabe. . Gramercy Books. 1993. ISBN 0-517-20213-1.
- . Amazon.com, Inc. 2008  [2016-09-04]. （原始内容存档于2018-08-31）.
- (PDF). Marist College.   [2016-04-08]. （原始内容 (PDF)存档于2016-04-08）.
- Cole, Bruce. . The Wall Street Journal. 2009-10-10  [2013-12-31]. （原始内容存档于2016-03-13）.